# Richard Engelmann

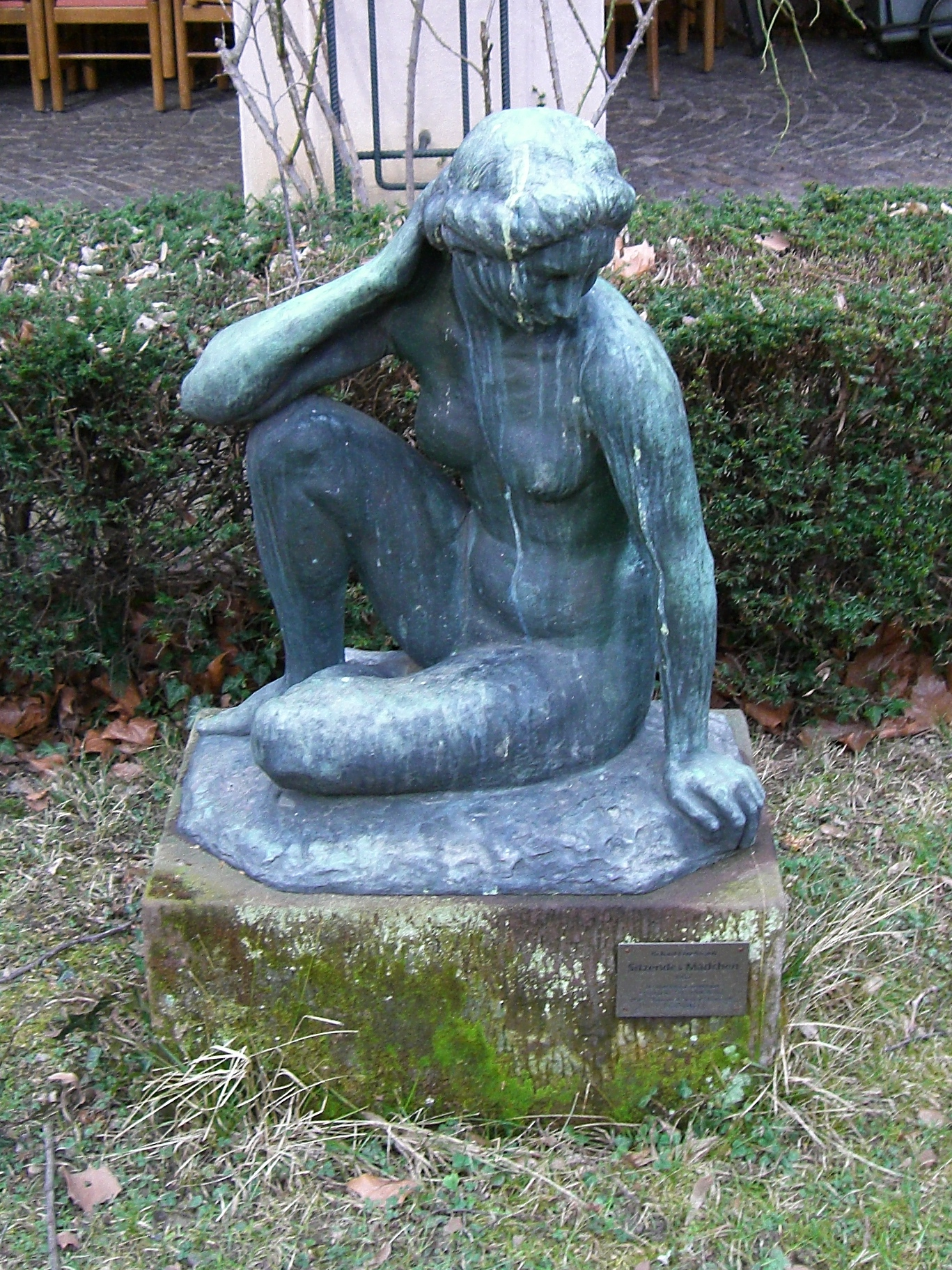
Sittande flicka 1957

Richard Engelmann, född 5 december 1868, död 11 september 1966, var en tysk skulptör.
Richard Engelmann vann erkännande för sina gravmonument och brunnsfigurer i Berlin, Hannover, Görlitz med flera platser, och blev 1914 professor vid konsthögskolan i Weimar. Han är en av de främsta skulptörer i Tyskland, som utgått från Auguste Rodins skola.